# Sozialgericht Altenburg

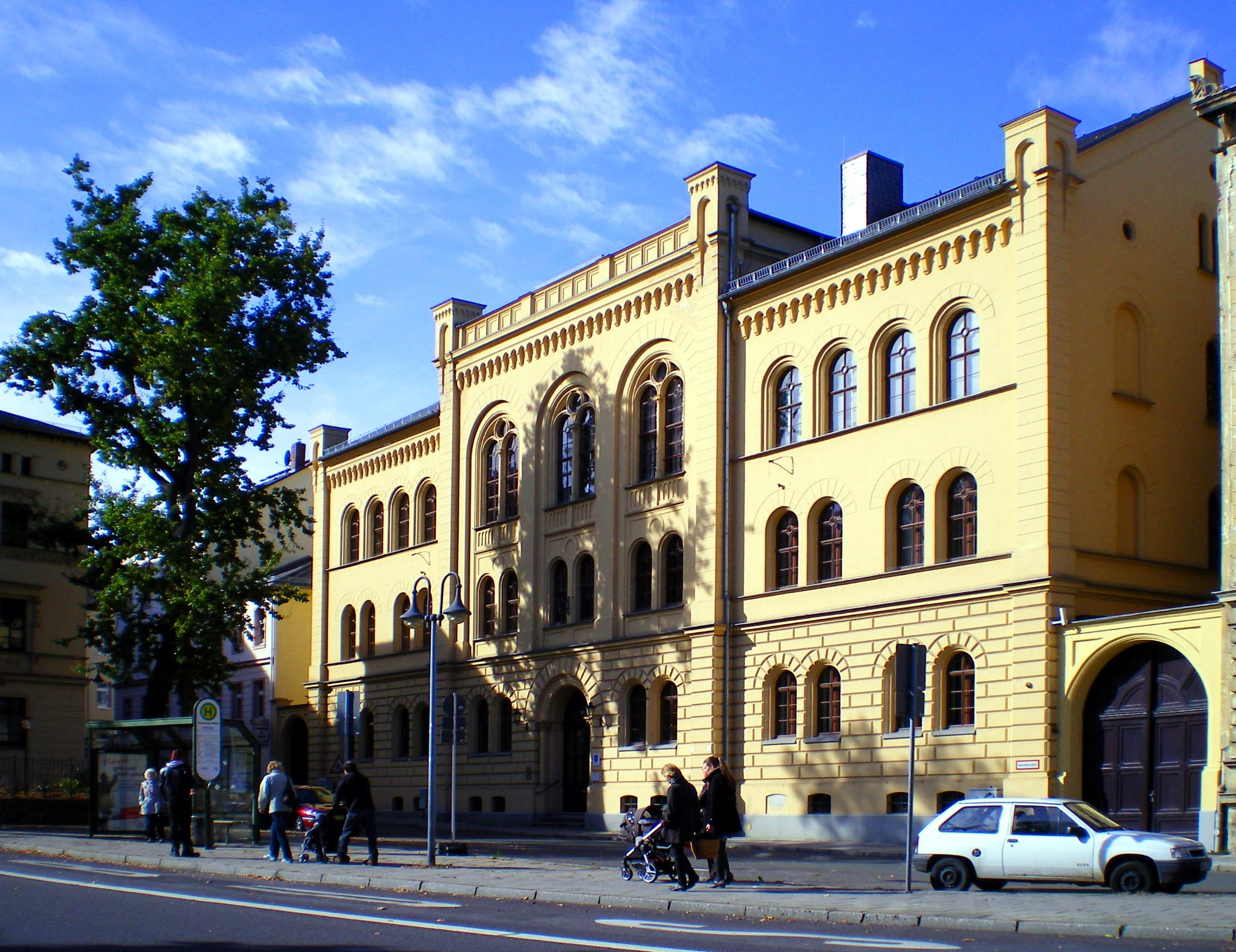
Gerichtsgebäude

Das Sozialgericht Altenburg ist eines von vier Sozialgerichten (SG) des deutschen Bundeslandes Thüringen.

## Gerichtssitz und -bezirk
Das Sozialgericht hat seinen Sitz in Altenburg. Der Gerichtsbezirk umfasst den Landkreis Altenburger Land, den Landkreis Greiz, den Saale-Holzland-Kreis und den Saale-Orla-Kreis sowie die kreisfreien Städte Gera und Jena. Die sachliche Zuständigkeit ergibt sich aus dem Sozialgerichtsgesetz.

## Gerichtsgebäude
Das Sozialgericht Altenburg hat seinen Sitz seit 1994 am Pauritzer Platz 1. Das Gerichtsgebäude wurde von 1856 bis 1859 als Herzogliches Criminalgericht von Stadtbauinspektor Julius Richard Enger, nach einem Entwurf des Architekten und herzoglichen Baubeamten Bernhardt-Karl Voretzsch, erbaut. Der Baustil ist spätklassizistisch mit neoromanischen Elementen. Das Treppenhaus ist spätklassizistisch und im 2. Obergeschoss befindet sich ein repräsentativer Gerichtssaal mit Empore. Das Gebäude wurde seit der Justizreform 1879 als Landgericht, ab 1952 als Kreisgericht genutzt.

## Übergeordnete Gerichte
Das dem Sozialgericht Altenburg übergeordnete Gericht ist das Thüringer Landessozialgericht in Erfurt. Im weiteren Instanzenzug folgt das Bundessozialgericht in Kassel.